# الوردية (جزين)
 الوردية  هي إحدى القرى اللبنانية من قرى قضاء جزين في محافظة الجنوب.